# Klövertrådklubba
Klövertrådklubba (Typhula trifolii) är en svampart som beskrevs av Rostr. 1890. Klövertrådklubba ingår i släktet Typhula och familjen trådklubbor.  Arten är reproducerande i Sverige. Inga underarter finns listade i Catalogue of Life.